# Cristina Ferral
Cristina Del Carmen Ferral Montalvan (Ciudad Madero, Tamaulipas, México, 16 de febrero de 1993), conocida como Cristina Ferral, es una futbolista mexicana. Juega como defensa en Tigres de la Primera División Femenil de México.

## Carrera universitaria
Ferral ganó 5 títulos universitarios en México con las "Borreguitas" del Instituto Tecnológico de Estudios Superiores de Monterrey siendo nombrada MVP en el campeonato del 2012.
En 2014, obtiene una beca deportiva para estudiar en la Universidad del Sur de Florida, donde formó parte de su equipo de futbol hasta el 2015.

## Carrera profesional
En el verano de 2017 firmó su primer contrato profesional con el Olympique de Marsella. Tras una temporada en el club Francés, se sumó a las filas de Tigres de la UANL Femenil para el torneo de Apertura 2018.

## Clubes
| Club                  | País    | Año         |
| --------------------- | ------- | ----------- |
| Olympique de Marsella | Francia | 2017 - 2018 |
| Tigres UANL           | México  | 2018 - 2025 |

## Palmarés

### Títulos nacionales
| Título                               | Club        | País   | Año       |
| ------------------------------------ | ----------- | ------ | --------- |
| Liga MX Femenil                      | Tigres UANL | México | Cl. 2019  |
| Liga MX Femenil                      | Tigres UANL | México | 2020      |
| Liga MX Femenil                      | Tigres UANL | México | Cl. 2021  |
| Campeón de Campeones Liga MX Femenil | Tigres UANL | México | 2020-2021 |
| Liga MX Femenil                      | Tigres UANL | México | Ap. 2022  |
| Campeón de Campeones Liga MX Femenil | Tigres UANL | México | 2022-2023 |
| Liga MX Femenil                      | Tigres UANL | México | Ap. 2023  |
| Campeón de Campeones Liga MX Femenil | Tigres UANL | México | 2023-2024 |

### Títulos internacionales
| Título                               | Equipo | Sede         | Año  |
| ------------------------------------ | ------ | ------------ | ---- |
| Juegos Centroamericanos y del Caribe | México | Barranquilla | 2018 |

(*) Incluyendo la Selección